# Веніамин (Краснопєвков-Румовський)
Архієпископ Веніамин (рос. Вениамин (Краснопевков-Румовский); в миру Василь Федорович Краснопєвков-Румовський рос. Василий Фёдорович Краснопевков-Румовский, нар. 26 липня 1739, Красне Село, Санкт-Петербурзька губернія, нині Ленінградська область, Росія - пом. 17 березня 1811, Нижній Новгород) - російський церковний діяч, єпископ Російської православної церкви, архієпископ Нижегородський і Арзамаський. Автор богословських праць.